# グレッグ外語専門学校

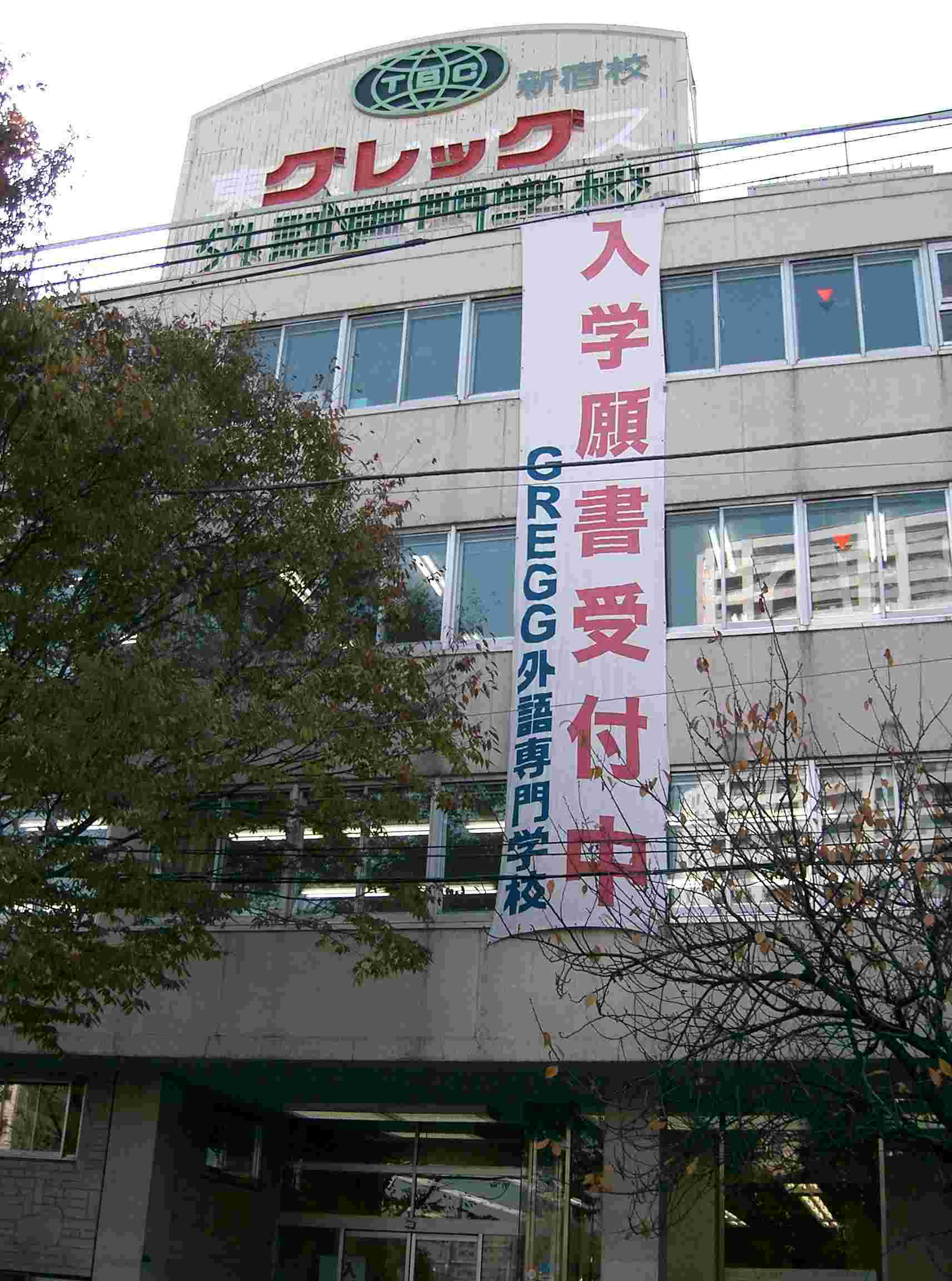
新宿キャンパス

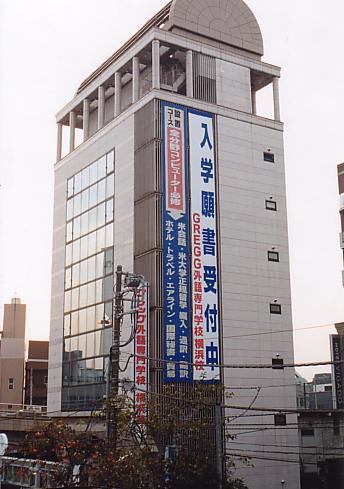
横浜キャンパス

グレッグ外語専門学校（グレッグがいごせんもんがっこう、英称：Gregg International College）は、東京都目黒区に本部を置く語学系の専修学校。他にグレッグ外語専門学校新宿校、グレッグ外語専門学校横浜校がある。設置者は学校法人東京ビジネス学園。

## 概観

### 理念
21世紀の語学教育、キャリア教育の提供による国際社会で幅広く活躍出来るビジネスパーソンの育成を目指している。

### 教育および研究
リベラルアーツの精神を取り入れ、少人数定員制でプロフェッショナルプログラムをはじめとする様々なケーススタディに基づいた実務に役立つ能力と、幅広い見識、知識とたくましい精神を持つクリエイティブなビジネスパーソンの育成に努めている。

### 学風および特色
授業体制の特色は、細分化された英語のレベル別授業で、少人数クラス制である。

## 沿革
- 1964年 - グレッグの前身である代々木英語研究会が渋谷区代々木に設立。
- 1965年 - 自由が丘にグレッグ外語専門学校を開校。
- 1978年 - グレッグ外語専門学校として専修学校の認可を受ける。アメリカサンディエゴ市との交流が始まる。
- 1983年 - グレッグ外語専門学校を東京ビジネス外語専門学校に校名変更。
- 1984年 - 東京ビジネス外語専門学校の設置者が個人立から法人立に変更。
- 1985年 - 東京ビジネス外語専門学校横浜校の設立認可を受け、新宿校、横浜校が開校。
- 1986年 - 東京ビジネス外語専門学校新宿校内に、留学生のための講座が開設。
- 1988年 - 学校法人東京ビジネス学園と、米国ミシガン州ランシング短期大学との間に姉妹校提携の契約が成立。
- 1991年 - 東京ビジネス外語専門学校横浜校の新校舎が落成。
- 1995年 - 文部科学省より専門士の称号を認められる。
- 2000年 - 東京ビジネス外語専門学校を、グレッグ外語専門学校に校名変更。（同時に新宿校・横浜校もそれぞれグレッグ外語専門学校新宿校、グレッグ外語専門学校横浜校へと校名変更）
- 2012年 - 学科・コースを再編し、外国語学科・国際ビジネス学科へ学科名変更認可を受ける。
- 2014年 - 創立50周年を迎える。
- 2019年 - 創立55周年を迎える。
- 2020年 - グレッグオンラインシステム運用開始。

## 基礎データ
象徴
グレッグ外語専門学校を象徴するマスコットとしてクマの「グリアー」がいる。グリアーは2005年（平成17年）、一般公募で愛称が決まったキャラクターである。名前の由来は「グレッグ」と「ベア」を掛け合わせて出来た。
スクールカラー
赤色

## 設置学科・コース

### 外国語学科
- グローバルコミュニケーションコース（横浜校は2012年4月開設）
- 通訳翻訳コース

### 国際ビジネス学科
- デジタルマーケティングコース（自由が丘校は2024年4月に開設）
- ビジネスプランナーコース（横浜校は2012年4月に開設）
- ホテル・ツーリズムコース（横浜校は2012年4月に開設）
- 貿易ビジネスコース
- エアラインコース
- 国際秘書コース

## 学生生活

### 年間行事
- 4月 - 入学式・オリエンテーション・前期授業開始
- 5月 - フィールドトリップ
- 6月 - 各種検定試験・カウンセリングウィーク
- 7月 - 創立記念日・GREGG英能能力検定試験（英能検）
- 8月 - 夏期自己研修期間
- 9月 - 前期末試験・オリエンテーション・秋期自己研究機関
- 10月 - 後期授業開始・ゼミスタート・球技大会
- 11月 - 各種検定試験・英語スピーチコンテスト(キャンパス代表者選考会)
- 12月 - 英語スピーチコンテスト本選・クリスマスの集い
- 1月 - 後期試験（卒業・進級試験）・GREGG英語能力検定（英能検）・就職カウンセリング・出陣式
- 2月 - 就職ガイダンス
- 3月 - 春期自己研修期間・卒業式・卒業パーティー

### ボランティア活動
エコロジーとボランティア活動の一環として、2007年度よりエコキャップ運動を行っている。

## 目標資格
- TOEIC
- TOEFL
- 通関士
- 実用英語技能検定試験
- 総合旅行業務取扱管理者試験
- 国内旅行業務取扱管理者試験
- 秘書技能検定試験
- ホテル実務技能検定
- 観光英語検定試験
- 貿易実務検定試験
- ビジネス実務マナー技能検定
- ビジネス文書技能検定
- ビジネス電話実務検定
- サービス接遇実務検定

## 校名の由来
校名のグレッグ (GREGG) は、建学の精神を表した頭文字を取ったものである。
- G…Generous （寛大な心）
- R…Respectful （他者を尊敬する心）
- E…Enlightened （知識・学問の啓発）
- G…Gracious （気品ある人格）
- G…Grateful （感謝の心）

## 所在地

### 自由が丘校
- 東京都目黒区自由が丘1-14-6
- 交通アクセス:東急東横線、東急大井町線 自由が丘駅下車。徒歩5分。

### 新宿校
- 東京都新宿区百人町2-6-10
- 交通アクセス:JR山手線、新大久保駅下車。徒歩5分。

### 横浜校
- 横浜市西区南幸2-4-3
- JR線、私鉄各線（京急本線、東急東横線、みなとみらい線、相鉄本線、横浜市営地下鉄ブルーライン 横浜駅下車。徒歩5分。

## 関係校
学校法人東京ビジネス学園が設置している学校は、系列校を含め以下の通りである。
- グレッグ外語専門学校新宿校
- グレッグ外語専門学校横浜校
- 東京国際文化学院
- GIS外語学校
- GREGG INTERNATIONAL SCHOOL(GiS)